# Sinofòbia i sentiment antiasiàtic per la pandèmia de COVID-19

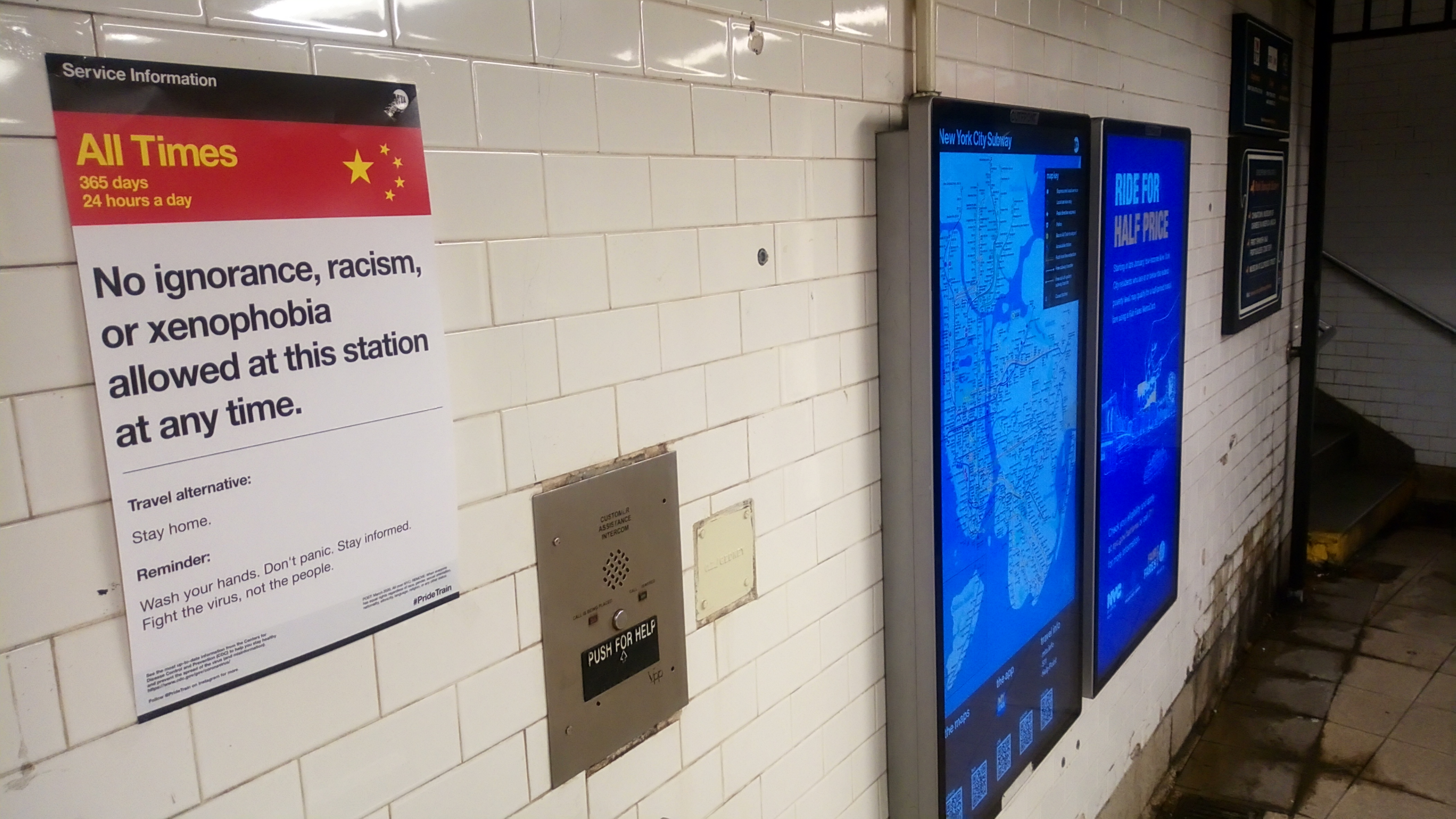
Cartell antixenòfob situat al metro de Nova York.

La sinofòbia i sentiment antiasiàtic per la pandèmia de COVID-19 o també conegut com Xenofòbia i sentiments racistes per la Covid-19 representa un augment de prejudici, xenofòbia i racisme principalment contra el poble xinès, així com altres d'Àsia oriental en arreu del món, especialment en Occident i entre nacions asiàtiques. La pandèmia de COVID-19, que va a començar a la ciutat xinesa de Wuhan, Hubei, Xina, al desembre de 2019.

## Context

### Dades històriques
Al passat, ens troben moltes malalties que portaven noms de ubicacions geogràfiques, com la síndrome respiratòria de l'Orient Mitjà i el virus del Zika. A més, de que no seria la primera pandèmia que arriba una pandèmia procedent d'Àsia. Alguns exemples són la Pesta Negra que va arribar de Mongòlia pel desplaçament i expansió de l'Imperi Mongol, la pandèmia de la Grip de 1510 i la pandèmia de 1557 i també la primera pandèmia del Còlera que va aparèixer a l'Índia i es va estendre per Àsia i més parts del món.

### Factors de polarització de grups preliminars
Segons el Francis Fukuyama, "els factors responsables de l'èxit de les respostes a la pandèmia han estat la capacitat de l'Estat, la confiança social i el lideratge". En comparació, als països amb polarització social els va ser pitjor, el que pot tenir un efecte negatiu en les relacions interculturals.

### Cultura de l'othering (Alteritat)
La resposta emocional a l'amenaça infecciosa pot disminuir l'empatia, el que porta a la designació de caps de turc, estigmatització i deshumanització de grups minoritaris. Atès que les pandèmies poden donar lloc a reaccions d'odi i violència, així com actes de compassió, sembla que la condició de "forasters" de les minories a dins de les societats és un factor clau en la seva persecució durant els conflictes i epidèmies.

## Sinofòbia o xenofòbia per països i territoris del món

### Alemanya
Els mitjans de comunicació han informar de nombrosos incidents racials i de discriminació contra els descendents de asiàtics a Alemanya. L'1 de febrer de 2020, un ciutadà xinès de 23 anys a Berlín, es va informar que va rebre insults racistes i posteriorment cops de dos assaltants desconeguts, en un incident classificat per la policia com a «xenòfob». Un resident a Alemanya d'ascendència asiàtica va dir «Amb aquest recent brot de coronavirus, el "racisme contra les persones d'ascendència asiàtica" ha empitjorat ... bàsicament estem atrapats entre ser ridiculitzats i ser el receptor del fàstic.»
A Múnic, una dona alemanya d'ascendència xinesa va ser agredida per un veí, qui li va escampar amb un desinfectant d'esprai al seu cos, li va cridar "Corona", i li va amenaçar deallar-li el cap. L'home s'enfronta a càrrecs d'agressió i amenaça; el departament de protecció de l'estat estava investigant un possible motiu racista pel crim.
La revista setmanal Der Spiegel ha publicat una portada controvertida que alguns han considerat culpar a la Xina pel brot i alimentar la xenofòbia.

### Argentina
El 26 de febrer de 2020, es va informar d'un incident relacionat amb una baralla a La Plata entre l'amo d'un supermercat xinès i un repartidor argentí. La baralla es va desencadenar perquè el repartidor va dir de broma "¿Qué hacés, coronavirus?" ("What's up, coronavirus?"), fent una broma sobre el poble xinès i el coronavirus. Tots dos van acabar ferits i després la policia va haver de fer intervenció.

### Austràlia
El 26 de gener de 2020, dos dels diaris de major circulació d'Austràlia van publicar titulars provocatius. El titular del Herald Sun de Melbourne deia "virus Pandamonium xinès", un error ortogràfic de "pandemonium" que al·ludeix als pandes nadius de la Xina, mentre que el titular del Daily Telegraph de Sydney deia "Els nens xinesos es queden a casa". Un dels resultats d'aquests titulars va ser una petició de més de 51.000 firmes exigint una disculpa.

### Bèlgica
Els asiàtics han informat d'un augment del racisme a Bèlgica a causa de la pandèmia.

### Camerun
La ambaixada dels Estats Units a Yaoundé va emetre un advertiment de viatge als ciutadans estatunidencs enmig de informes de "... persecució verbal i en línia, llançament de pedres i cops en vehicles ocupats per expatriats". Alguns residents de Camerun van pensar que els europeus i els estatunidencs van portar la COVID a l'Àfrica.

### Catalunya
A Catalunya hi va haver 182 situacions de racisme a l'any 2020.

### Corea del Sud
Més de 760.000 ciutadans sud-coreans han signat una petició per pressionar el govern perquè prohibeixi l'entrada de turistes xinesos a país.

### Croàcia
El 15 de febrer de 2020, durant un partit de la Superlliga de tenis de taula croata que es va jugar en Dubrovnik entre el equip local Libertas Marinkolora i l'equip invitat STK Starr de Varaždin, es van publicar una sèrie de comentaris insultants a la pàgina oficial de Facebook de Libertas Marinkolora cap un jugador croata de Origen xinès, Tan Ruiwu de STK Starr que va fer referència al coronavirus. Això va incloure un comentari del gerent de Libertas Marinkolor, Marko Habijanec, en el que instruïa a un del seus jugadors (que se enfrontaven a Tan en el següent partit) a "Vèncer aquest virus". Posteriorment es van eliminar els comentaris. Libertas Marinkolor finalment va emetre una missatge de disculpa i una condemna per l'incident.

### Emirats Àrabs Units
Arran dels comentaris fets per l'actriu kuwaitiana Hayat Al-Fahad sobre la deportació de treballadors migrants al desert o als seus països d'origen a causa de la COVID-19, el poeta dels Emirats Àrabs en Tariq Al-Mehyas va aclarir els comentaris d'Al-Fahad dient "Quan diem" migrants", ens referim a asiàtics [no àrabs]".

### Espanya
Thomas Siu, un professor de idiomes d'origen xinès-estatunidenc, va ser agredit en la Estació de Acacias / Embajadores de Madrid per dos homes que li van insultar relacionant-lo amb la COVID-19 i quan ell els va a contestar va ser atacat brutalment.

### Estats Units
Una dona vietnamita-estatunidenc va veure molts comentaris en el seu vídeo de TikTok sobre menjar phở com «¿on es el ratpenat d'aquest plat de sopa»; «això es clarament la era del coronavirus».

### Fiji
El 5 de febrer de 2020, la emisora estatal de Fiji, FBC, va informar que un resident local xinès había sido reprendido públicament en una estació de autobusos per un home que afirmava que la víctima tenía el COVID-19.
Mitieli Bulanauca, membre de parlament de l'oposició fijiana, va esmentar que la COVID-19 ha estat propagat per les forces de mal per ajudar a la Xina i als que són responsables de la crisi en la qual estem sent assistits per forces satàniques. Bulanauca també va afirmar que l'Organització Mundial de la Salut (OMS) s'havia posat de la banda de la Xina pel mal maneig del brot de la COVID-19. L'Ambaixada de la Xina a Fiji va condemnar les afirmacions de Bulanauca dient que està commocionada i decebuda perquè les declaracions de Bulanauca no són fàctiques i van ser preses de pàgines de xarxes socials falses.

### Filipines
Diversos grups de defensa filipí-xinesos han advertit que el racisme contra la comunitat xinesa ha augmentat després que va començar el brot.

### França
El diari francès Le Courrier Picard va presentar a una dona asiàtica amb una màscara a la portada el 26 de gener del 2020 amb un titular "Alerta groga".

### Hong Kong
Més de cent restaurants a Hong Kong han rebutjat als clients de la Xina continental, i un restaurant va exigir que un client presentés una targeta d'identitat d'Hong Kong per demostrar que no era del continent.

### Japó
Al Japó, la etiqueta #ChineseDontComeToJapan (Xinesos no vingueu al Japó) ha estat tendència a Twitter.

### Kazakhstan
Al febrer de 2020, va esclatar un conflicte entre kazakhs ètnics i musulmans xinesos. Segons The Diplomat, "En les hores posteriors a l'incident, van circular notícies falses sobre 'pogroms despietats al Kazakhstan al voltant de la propagació del coronavirus a les xarxes socials, alimentant la histèria en altres parts del país.

### Països Baixos
El mitjà de notícies neerlandès NOS va informar que en moltes de les seves publicacions en Facebook i a Instagram sobre el coronavirus, s'ha vist molt «comentaris racistes, discriminatoris o anti-xinesos».

### Palestina
L'1 de març de 2020, una mare palestina amb la seva filla va corejar "corona, corona" a les dues dones japoneses que estaven a Ramallah per a una missió d'ajuda no governamental.
Després, la mare va atacar i va tirar de cabells a una de les dones japoneses que va intentar registrar l'incident. Segons l'Ambaixada del Japó, hi ha hagut a almenys deu informes d'incidents anti-japonesos relacionats amb la pandèmia, a principis de març.

### Regne Unit
Les empreses xineses en el Regne Unit, incloses el atrafegat segment xinès de menjar per portar i les empreses en Chinatown, Londres, enregistraran una reducció significativa de clients després del brot de coronavirus en comparació amb les pujades de vendes habituals relacionades amb les celebracions del Any nou xinès.

### Singapur
125.000 persones van signar una petició en línia que insta al govern de Singapur a prohibir als ciutadans xinesos i els viatgers de la Xina ingressar al país insular.

### Sri Lanka
Segons els informes, a un grup de turistes xinesos de Singapur se'ls va negar el permís per escalar a l'atracció turística Ella Rock causa de la seva aparença.

### Turquia
Mentre que a l'any 2019, una enquesta va estimar que el 83,2% dels turcs desitjava que tots els refugiats sirians tornessin, la pandèmia va provocar un augment addicional de la xenofòbia i el sentiment contra els refugiats a Turquia. Un parell de mitjans de comunicació religiosos han informat d'un augment en els atacs contra esglésies turques, i alguns cristians han estat bocs expiatoris per la crisi del coronavirus a Turquia.

### Vietnam
Asia Times va informar que "molts hotels i cases de hostes vietnamites han posat cartells en les seves portes dient que els hostes xinesos no son benvinguts, mentre que molts vietnamites s'han connectat a Internet per exigir el tancament de totes les cruïlles fronterers amb la Xina". Els clients xinesos que no son acceptats van ser vists davant d'una botiga en Phu Quoc i un restaurant a Da Nang.

### Xina
A l'abril de 2020, van sorgir diversos informes a Guangzhou de ciutadans africans que van ser desallotjats de les seves llars per la policia local i se'ls va dir que marxessin, sense lloc per dormir, enmig d'alguns articles de notícies xinesos recents que informaven negativament sobre els nigerians a la ciutat.

## Esforços públics contra la xenofòbia i el racisme durant el coronavirus
- Stop Asian Hate
- Estereotips dels asiàtics orientals als Estats Units
- Model minoritari
- #Je ne suis pas un virus: un grup de francesos va crear l'etiqueta o hashtag Je ne suis pas un virus (No sóc un virus)